# The Angel and the Soldier Boy
| Recensione                        | Giudizio |
| --------------------------------- | -------- |
| AllMusic                          | [ 1 ]    |
| Dizionario del Pop-Rock           | [ 2 ]    |
| The Encyclopedia of Popular Music | [ 3 ]    |

The Angel and the Soldier Boy è un album discografico dei Clannad, pubblicato dalla casa discografica BMG Records nel 1989.
Si tratta della colonna sonora del film d'animazione The Angel and the Soldier Boy, diretto nel 1989 da Alison de Vere.

## Tracce
Lato A
1. Music from The Angel & the Soldier Boy – 25:00

Lato B
1. The Angel & the Soldier Boy, Story Narrated by Tom Conti – 25:00 (Ciaran Brennan)

## Formazione
- Moya Brennan - voce
- Ciaran Brennan - basso, tastiere, arrangiamenti
- Pol Brennan - chitarra, tastiere
- Noel Duggan - chitarra
- Padraig Brennan - chitarra, armonica[6]

Note aggiuntive
- Ciaran Brennan e Paul Ridout - produttori
- Registrazioni effettuate al Woodtown Manor di Rathfarnham (Irlanda) e al Windmill Lane Studios di Dublino (Irlanda)
- Pearse Dunne - ingegnere delle registrazioni
- Mixaggi effettuati al The Wool Hall Studios
- Tom Conti - narratore (brano: The Angel & the Soldier Boy)
- Narrazione scritta da Joy Whitby
- Larry Bartlett - ingegnere registrazione narrazione[7]